# Paradoxa de Banach-Tarski

Paradoxa de Banach-Tarski.

La paradoxa de Banach-Tarski és en realitat un teorema (en ZFC) que afirma que és possible dividir una esfera (plena) de radi 1 en vuit parts disjuntes dos a dos, de manera que, aplicant moviments oportuns a cinc d'elles, obtinguem nous conjunts que constitueixin una partició d'una esfera (plena) de radi 1, i passi el mateix amb les tres parts restants.
En paraules més senzilles, se suposa que és possible fabricar un trencaclosques tridimensional d'un total de vuit peces, les quals, combinades d'una determinada manera, formarien una esfera completa i plena (sense forats) i, combinades d'una altra manera, formarien dues esferes farcides (sense forats) del mateix radi que la primera.
El teorema de Banach-Tarski rep el nom de paradoxa perquè contradiu la nostra intuïció geomètrica bàsica. Les operacions bàsiques que es realitzen preserven el volum sempre que els fragments siguin mesurables, però precisament les vuit parts citades en el teorema són conjunts no mesurables. La construcció d'aquests conjunts fa ús de l'axioma d'elecció per a realitzar una quantitat no numerable d'eleccions arbitràries.